# Оковілл (Іллінойс)
Оковілл (англ. Okawville) — селище (англ. village) в США, в окрузі Вашингтон штату Іллінойс. Населення — 1369 осіб (2020).

## Географія
Оковілл розташований за координатами 38°26′5″ пн. ш. 89°32′53″ зх. д. / 38.43472° пн. ш. 89.54806° зх. д. (38.434585, -89.548088).  За даними Бюро перепису населення США в 2010 році селище мало площу 5,33 км², уся площа — суходіл.

## Демографія
Згідно з переписом 2010 року, у селищі мешкали 1434 особи в 603 домогосподарствах у складі 379 родин. Густота населення становила 269 осіб/км².  Було 648 помешкань (122/км²).
Расовий склад населення:
| - 98,4 % — білих - 0,5 % — чорних або афроамериканців - 0,3 % — корінних американців - 0,1 % — вихідців з тихоокеанських островів - 0,1 % — азіатів |

До двох чи більше рас належало 0,5 %. Частка іспаномовних становила 1,3 % від усіх жителів.
За віковим діапазоном населення розподілялося таким чином: 23,6 % — особи молодші 18 років, 60,6 % — особи у віці 18—64 років, 15,8 % — особи у віці 65 років та старші. Медіана віку мешканця становила 39,6 року. На 100 осіб жіночої статі у селищі припадало 94,3 чоловіків;  на 100 жінок у віці від 18 років та старших — 94,1 чоловіків також старших 18 років.
Середній дохід на одне домашнє господарство  становив 73 158 доларів США (медіана — 61 724), а середній дохід на одну сім'ю — 89 100 доларів (медіана — 76 736). Медіана доходів становила 50 333 долари для чоловіків та 34 792 долари для жінок. За межею бідності перебувало 8,1 % осіб, у тому числі 8,3 % дітей у віці до 18 років та 8,0 % осіб у віці 65 років та старших.
Цивільне працевлаштоване населення становило 783 особи. Основні галузі зайнятості: освіта, охорона здоров'я та соціальна допомога — 24,5 %, роздрібна торгівля — 13,2 %, мистецтво, розваги та відпочинок — 9,5 %, фінанси, страхування та нерухомість — 9,2 %.